# 블러드 타이즈 (드라마)
블러드 타이즈(Blood Ties)는 캐나다에서 2007년 3월 11일부터 12월 2일까지 방영된 드라마이다.

## 캐스트
- 크리스티나 콕스 - 빅토리아 넬슨
- 카일 슈미드 - 헨리 피츠로이
- 딜런 닐 - 마이크 셀루치
- 지나 홀든 - 코린 퍼널